# ゼカリヤ (イスラエル王)
ゼカリヤ（ヘブライ語: זְכַרְיָה Zəḵaryāh）は、北イスラエル王国の第14代の王で、エフー（イエフ）王朝の第5代目（最後）の王である。紀元前753年に父ヤロブアム2世の死去に伴い即位した。即位してわずか6ヵ月後にヤベシュの子シャルムの陰謀によって殺害された。ここに、エフー王朝は突然終わった。